# Sunnyside (Georgia)
Sunnyside – jednostka osadnicza w Stanach Zjednoczonych, w stanie Georgia, w hrabstwie Ware.